# Kaiping, Tangshan
Kaiping är ett stadsdistrikt i Tangshan i Hebei-provinsen i norra Kina.